# Kanton Pujols
Kanton Pujols (fr. Canton de Pujols) je francouzský kanton v departementu Gironde v regionu Akvitánie. Tvoří ho 16 obcí.

## Obce kantonu
- Bossugan
- Civrac-sur-Dordogne
- Coubeyrac
- Doulezon
- Flaujagues
- Gensac
- Juillac
- Mouliets-et-Villemartin
- Pessac-sur-Dordogne
- Pujols
- Rauzan
- Sainte-Florence
- Sainte-Radegonde
- Saint-Jean-de-Blaignac
- Saint-Pey-de-Castets
- Saint-Vincent-de-Pertignas